# Liste der Teilnehmer der Synode von Dordrecht
Die Liste der Teilnehmer der Synode von Dordrecht enthält Persönlichkeiten, die an der für die evangelisch-reformierten Kirchen grundlegenden Synode von Dordrecht in den Niederlanden 1618/19 teilnahmen.
| Bild | Name                            | Amt                                                                                    | entsendende Kirche                    | Amt während der Synode                  |
| ---- | ------------------------------- | -------------------------------------------------------------------------------------- | ------------------------------------- | --------------------------------------- |
|      | Johann Bogermann                | Pfarrer in Leeuwarden                                                                  | Friesland                             | Moderamen (Präses)                      |
|      | Jacobus Rolandus                | Pfarrer in Amsterdam                                                                   | Nord-Holland                          | Moderamen (Assessor)                    |
|      | Hermannus Faukelius             | Pfarrer in Middelburg                                                                  | Zeeland                               | Moderamen (Assessor)                    |
|      | Sebastiaan Damman               | Pfarrer in Zutphen                                                                     | Gelderland-Zutphen                    | Moderamen (Scriba)                      |
|      | Festus Hommius                  | Pfarrer in Leiden                                                                      | Süd-Holland                           | Moderamen (Scriba)                      |
|      | Johannes Polyander a Kerckhoven | Professor in Leiden                                                                    |                                       | Kollegium der Professoren               |
|      | Sibrand Lubbert                 | Professor in Franeker                                                                  |                                       | Kollegium der Professoren               |
|      | Franciscus Gomarus              | Professor in Groningen                                                                 |                                       | Kollegium der Professoren               |
|      | Antonius Thysius der Ältere     | Professor in Harderwijk                                                                |                                       | Kollegium der Professoren               |
|      | Antonius Walaeus                | Professor in Middelburg                                                                |                                       | Kollegium der Professoren               |
|      | Jacob de Witt                   |                                                                                        |                                       | Schatzmeister der Synode                |
|      | Martinus Goris                  |                                                                                        | Gelderland-Zutphen                    | Deputierte der Generalstaaten           |
|      | Henrick van Essen               |                                                                                        | Gelderland-Zutphen                    | Deputierte der Generalstaaten           |
|      | Walraven IV. van Brederode      |                                                                                        | Holland-Westfriesland                 | Deputierte der Generalstaaten           |
|      | Hugo Muys van Holy              |                                                                                        | Holland-Westfriesland                 | Deputierte der Generalstaaten           |
|      | Jacob Boelens                   | Bürgermeister von Amsterdam                                                            | Holland-Westfriesland                 | Deputierte der Generalstaaten           |
|      | Gerard van der Nieuburg         | Bürgermeister von Alkmaar                                                              | Holland-Westfriesland                 | Deputierte der Generalstaaten           |
|      | Rochus van den Honert           |                                                                                        | Holland-Westfriesland                 | Deputierte der Generalstaaten           |
|      | Nicolaes Cromhout               |                                                                                        | Holland-Westfriesland                 | Deputierte der Generalstaaten           |
|      | Simon Schotte                   |                                                                                        | Zeeland                               | Deputierte der Generalstaaten           |
|      | Jacob van Campen                |                                                                                        | Zeeland                               | Deputierte der Generalstaaten           |
|      | Frederick van Zuylen van Nyvelt |                                                                                        | Utrecht                               | Deputierte der Generalstaaten           |
|      | Willem van Hartevelt            | Bürgermeister von Amersfoort                                                           | Utrecht                               | Deputierte der Generalstaaten           |
|      | Ernst van Aylvas                |                                                                                        | Friesland                             | Deputierte der Generalstaaten           |
|      | Ernst van Harinxma              |                                                                                        | Friesland                             | Deputierte der Generalstaaten           |
|      | Hendrick Hagen                  |                                                                                        | Overijssel                            | Deputierte der Generalstaaten           |
|      | Johan van Hemert                | Bürgermeister von Deventer                                                             | Overijssel                            | Deputierte der Generalstaaten           |
|      | Wilhelmus Stefani               | Pfarrer in Arnheim                                                                     | Gelderland-Zutphen                    | Deputierte der niederländischen Synoden |
|      | Eihardus van Mehen              | Pfarrer in Harderwijk                                                                  | Gelderland-Zutphen                    | Deputierte der niederländischen Synoden |
|      | Johannes Boulietus              | Pfarrer in Warnsfeld                                                                   | Gelderland-Zutphen                    | Deputierte der niederländischen Synoden |
|      | Jacobus Verheyden               | Rektor in Nimwegen und Kirchenältester                                                 | Gelderland-Zutphen                    | Deputierte der niederländischen Synoden |
|      | Henricus van Hel                | Bürgermeister von Zutphen und Kirchenältester                                          | Gelderland-Zutphen                    | Deputierte der niederländischen Synoden |
|      | Balthasar Lydius                | Pfarrer in Dordrecht                                                                   | Süd-Holland                           | Deputierte der niederländischen Synoden |
|      | Henricus Arnoldi                | Pfarrer in Delft                                                                       | Süd-Holland                           | Deputierte der niederländischen Synoden |
|      | Gisbert Voetius                 | Pfarrer in Heusden                                                                     | Süd-Holland                           | Deputierte der niederländischen Synoden |
|      | Arent Muys van Holy             | Vogt (baljuw) von Süd-Holland, Kirchenältester in Dordrecht                            | Süd-Holland                           | Deputierte der niederländischen Synoden |
|      | Johannes de Laet                | Kirchenältester in Leiden                                                              | Süd-Holland                           | Deputierte der niederländischen Synoden |
|      | Jacobus Trigland der Ältere     | Pfarrer in Amsterdam                                                                   | Nord-Holland                          | Deputierte der niederländischen Synoden |
|      | Abraham van Doreslaer           | Pfarrer in Enkhuizen                                                                   | Nord-Holland                          | Deputierte der niederländischen Synoden |
|      | Samuel Bartholdus               | Pfarrer in Monnikendam                                                                 | Nord-Holland                          | Deputierte der niederländischen Synoden |
|      | Theodorus Heyngius              | Kirchenältester in Amsterdam                                                           | Nord-Holland                          | Deputierte der niederländischen Synoden |
|      | Dominicus van Heemskerck        | Jurist, Kirchenältester von Amsterdam                                                  | Nord-Holland                          | Deputierte der niederländischen Synoden |
|      | Godefridus Udemans              | Pfarrer in Zierikzee                                                                   | Zeeland                               | Deputierte der niederländischen Synoden |
|      | Cornelius Regius                | Pfarrer in Goes                                                                        | Zeeland                               | Deputierte der niederländischen Synoden |
|      | Lambertus de Rijcke             | Pfarrer in Bergen op Zoom                                                              | Zeeland                               | Deputierte der niederländischen Synoden |
|      | Josias Vosbergen                | Jurist, Rat im Rechnungshof (rekenkamer) von Zeeland, Kirchenältester in Middelburg    | Zeeland                               | Deputierte der niederländischen Synoden |
|      | Adrianus Hofferus               | Schöffe und Stadtrat in Zierikzee, Kirchenältester dort                                | Zeeland                               | Deputierte der niederländischen Synoden |
|      | Johannes Dibbetius              | Pfarrer in Dordrecht                                                                   | Provinz Utrecht (Kontraremonstranten) | Deputierte der niederländischen Synoden |
|      | Arnoldius Oortcampius           | Pfarrer in Amersfoort                                                                  | Provinz Utrecht (Kontraremonstranten) | Deputierte der niederländischen Synoden |
|      | Lambertus Canterus              | Stadtrat von Utrecht, Kirchenältester dort                                             | Provinz Utrecht (Kontraremonstranten) | Deputierte der niederländischen Synoden |
|      | Isaac Frederici                 | Pfarrer in Utrecht                                                                     | Provinz Utrecht (Remonstranten)       | Deputierte der niederländischen Synoden |
|      | Samuel Naeranus                 | Pfarrer in Amersfoort                                                                  | Provinz Utrecht (Remonstranten)       | Deputierte der niederländischen Synoden |
|      | Stephanus van Helsdingen        | Hofjurist in Utrecht, Kirchenältester dort                                             | Provinz Utrecht (Remonstranten)       | Deputierte der niederländischen Synoden |
|      | Florentius Joannis              | Pfarrer in Sneek                                                                       | Friesland                             | Deputierte der niederländischen Synoden |
|      | Philippus Eilshemius            | Pfarrer in Harlingen                                                                   | Friesland                             | Deputierte der niederländischen Synoden |
|      | Meinert Idzerda                 | Gecommitteerde Raad der Heeren Staten van Friesland, Kirchenältester in Leeuwarden     | Friesland                             | Deputierte der niederländischen Synoden |
|      | Taecke Aysma                    | Kirchenältester in Burgwerd, Hichtum und Hardwerd                                      | Friesland                             | Deputierte der niederländischen Synoden |
|      | Kempo van Harinxma van Donia    | Raadsheer van het Provinciale Hof van Friesland, Kirchenältester in Leeuwarden         | Friesland                             | Deputierte der niederländischen Synoden |
|      | Johannes van der Sande          | Raadsheer van het Provinciale Hof van Friesland, Jurist, Kirchenältester in Leeuwarden | Friesland                             | Deputierte der niederländischen Synoden |
|      | Caspar Sibel                    | Pfarrer in Deventer                                                                    | Overijssel                            | Deputierte der niederländischen Synoden |
|      | Hermannus Wiferding             | Pfarrer in Zwolle                                                                      | Overijssel                            | Deputierte der niederländischen Synoden |
|      | Hieronymus Vogellius            | Pfarrer in Hasselt                                                                     | Overijssel                            | Deputierte der niederländischen Synoden |
|      | Johannes Langius                | Pfarrer in Vollenhove                                                                  | Overijssel                            | Deputierte der niederländischen Synoden |
|      | Wilhelmus van Broeckhuysen      | Kirchenältester in Zwolle                                                              | Overijssel                            | Deputierte der niederländischen Synoden |
|      | Johan van Lawick                | Bürgermeister von Kampen, Kirchenältester dort                                         | Overijssel                            | Deputierte der niederländischen Synoden |
|      | Cornelius Hillenius             | Pfarrer von Groningen                                                                  | Groningen-Ommelanden                  | Deputierte der niederländischen Synoden |
|      | Georgius Placius                | Pfarrer von Appingadam                                                                 | Groningen-Ommelanden                  | Deputierte der niederländischen Synoden |
|      | Wolfgang Agricola               | Pfarrer von Bedum                                                                      | Groningen-Ommelanden                  | Deputierte der niederländischen Synoden |
|      | Johannes Lolingius              | Pfarrer von Noordbroek                                                                 | Groningen-Ommelanden                  | Deputierte der niederländischen Synoden |
|      | Wigboldus Homerus               | Pfarrer von Midwolda                                                                   | Groningen-Ommelanden                  | Deputierte der niederländischen Synoden |
|      | Egbert Halbes                   | Jurist, Kirchenältester in Groningen                                                   | Groningen-Ommelanden                  | Deputierte der niederländischen Synoden |
|      | Johannes Ruffelaert             | Kirchenältester in Stedum                                                              | Groningen-Ommelanden                  | Deputierte der niederländischen Synoden |
|      | Temo van Asschenberg            | Pfarrer in Meppel                                                                      | Drenthe                               | Deputierte der niederländischen Synoden |
|      | Patroclus Romeling              | Pfarrer in Ruinen                                                                      | Drenthe                               | Deputierte der niederländischen Synoden |
|      | Daniel Colonius der Ältere      | Pfarrer in Leiden                                                                      | Wallonische Synode                    | Deputierte der niederländischen Synoden |
|      | Jean de la Croix                | Pfarrer in Haarlem                                                                     | Wallonische Synode                    | Deputierte der niederländischen Synoden |
|      | Jean Doucher                    | Pfarrer in Vlissingen                                                                  | Wallonische Synode                    | Deputierte der niederländischen Synoden |
|      | Jeremias de Pours               | Pfarrer in Middelburg                                                                  | Wallonische Synode                    | Deputierte der niederländischen Synoden |
|      | Everardus Bekker                | Kirchenältester in Middelburg                                                          | Wallonische Synode                    | Deputierte der niederländischen Synoden |
|      | George Carleton                 | Bischof von Llandaff                                                                   | Church of England                     | Ausländische Delegationen               |
|      | Joseph Hall                     | Dekan von Worchester                                                                   | Church of England                     | Ausländische Delegationen               |
|      | Thomas Goad                     | Kaplan des Erzbischofs von Canterbury                                                  | Church of England                     | Ausländische Delegationen               |
|      | John Davenant                   | Professor in Cambridge                                                                 | Church of England                     | Ausländische Delegationen               |
|      | Samuel Ward                     | Regens in Cambridge                                                                    | Church of England                     | Ausländische Delegationen               |
|      | Walter Balcanquhall             | Berichterstatter des englischen Gesandten; Repräsentant der Church of Scotland         | Church of England                     | Ausländische Delegationen               |
|      | Pierre du Moulin                | Pfarrer in Charenton                                                                   | Frankreich (Teilnahme untersagt)      |                                         |
|      | André Rivet                     | Pfarrer in Thouars                                                                     | Frankreich (Teilnahme untersagt)      |                                         |
|      | Jean Chauve                     | Pfarrer in Sommières                                                                   | Frankreich (Teilnahme untersagt)      |                                         |
|      | Daniel Chamier                  | Professor in Montauban                                                                 | Frankreich (Teilnahme untersagt)      |                                         |
|      | Abraham Scultetus               | Professor in Heidelberg                                                                | Pfalz                                 | Ausländische Delegationen               |
|      | Paul Tossanus                   | Professor in Heidelberg, Kirchenrat                                                    | Pfalz                                 | Ausländische Delegationen               |
|      | Johann Heinrich Alting          | Professor in Heidelberg                                                                | Pfalz                                 | Ausländische Delegationen               |
|      | Georg Cruciger                  | Professor in Marburg                                                                   | Hessen                                | Ausländische Delegationen               |
|      | Paul Stein                      | Hofprediger in Kassel                                                                  | Hessen                                | Ausländische Delegationen               |
|      | Daniel Angelocrator             | Superintendent in Marburg                                                              | Hessen                                | Ausländische Delegationen               |
|      | Rudolf Goclenius der Ältere     | Professor in Marburg                                                                   | Hessen                                | Ausländische Delegationen               |
|      | Johann Jakob Breitinger         | Pfarrer in Zürich                                                                      | Schweiz                               | Ausländische Delegationen               |
|      | Markus Rütimeyer                | Pfarrer in Bern                                                                        | Schweiz                               | Ausländische Delegationen               |
|      | Sebastian Beck                  | Professor in Basel                                                                     | Schweiz                               | Ausländische Delegationen               |
|      | Wolfgang Meyer                  | Pfarrer in Basel                                                                       | Schweiz                               | Ausländische Delegationen               |
|      | Johann Konrad Koch              | Pfarrer in Schaffhausen                                                                | Schweiz                               | Ausländische Delegationen               |
|      | Giovanni Diodati                | Professor in Genf                                                                      | Genf                                  | Ausländische Delegationen               |
|      | Théodore Tronchin               | Professor in Genf                                                                      | Genf                                  | Ausländische Delegationen               |
|      | Matthias Martinius              | Professor in Bremen, Rektor                                                            | Bremen                                | Ausländische Delegationen               |
|      | Heinrich Isselburg              | Professor in Bremen                                                                    | Bremen                                | Ausländische Delegationen               |
|      | Ludwig Crocius                  | Professor in Bremen                                                                    | Bremen                                | Ausländische Delegationen               |
|      | Daniel Bernhard Eilshemius      | Pfarrer in Emden                                                                       | Ostfriesland                          | Ausländische Delegationen               |
|      | Ritzius Lucas Grimersheim       | Pfarrer in Emden                                                                       | Ostfriesland                          | Ausländische Delegationen               |
|      | Johannes Bisterfeld             | Hofprediger in Siegen                                                                  | Nassau-Wetterau                       | Ausländische Delegationen               |
|      | Georg Fabricius                 | Pfarrer in Windecken                                                                   | Nassau-Wetterau                       | Ausländische Delegationen               |
|      | Johann Heinrich Alsted          | Professor in Herborn                                                                   | Nassau-Wetterau                       | Ausländische Delegationen               |
|      | Henricus Leo                    | Pfarrer in Bommel                                                                      | Gelderland-Zutphen                    | Vorgeladene Remonstranten               |
|      | Bernerus Vezekius               | Pfarrer in Echteld                                                                     | Gelderland-Zutphen                    | Vorgeladene Remonstranten               |
|      | Henricus Hollingerus            |                                                                                        | Gelderland-Zutphen                    | Vorgeladene Remonstranten               |
|      | Simon Episcopius                | Professor in Leiden                                                                    | Süd-Holland                           | Vorgeladene Remonstranten               |
|      | Joannes Arnoldsz. Ravens        | Pfarrer in Leiden                                                                      | Süd-Holland                           | Vorgeladene Remonstranten               |
|      | Bernardus Dwinglonius           | Pfarrer in Leiden                                                                      | Süd-Holland                           | Vorgeladene Remonstranten               |
|      | Eduard Popius                   | Pfarrer in Gouda                                                                       | Süd-Holland                           | Vorgeladene Remonstranten               |
|      | Theophilus Rijewaert            | Pfarrer in Den Briel                                                                   | Süd-Holland                           | Vorgeladene Remonstranten               |
|      | Philippus Pijnacker             | Pfarrer in Alkmaar                                                                     | Nord-Holland                          | Vorgeladene Remonstranten               |
|      | Dominicus Sapma                 | Pfarrer in Hoorn                                                                       | Nord-Holland                          | Vorgeladene Remonstranten               |
|      | Thomas Goswinius                | Pfarrer in Kampen                                                                      | Overijssel                            | Vorgeladene Remonstranten               |
|      | Assuerus Matthisius             | Pfarrer in Kampen                                                                      | Overijssel                            | Vorgeladene Remonstranten               |
|      | Carolus Niellius                | Pfarrer in Utrecht                                                                     | Wallonische Synode                    | Vorgeladene Remonstranten               |